# Доњи Каленик
Доњи Каленик (грч. Κάτω Καλλινίκη, Като Калиники) је насеље у Грчкој у општини Лерин, периферија Западна Македонија. Према попису из 2021. било је 54 становника.
На попису из 1928. године Доњи Каленик је мешовито насеље (Словени и грчке избеглице из Турске) са 253 становника.

## Становништво
| Година       | 1951 | 1961 | 1971 | 1981 | 1991 | 2001 | 2011 |
| ------------ | ---- | ---- | ---- | ---- | ---- | ---- | ---- |
| Становништво | 315  | 255  | 226  | 125  | 112  | 145  | 85   |